# Luca Van Assche
Luca Van Assche (n. 11 mai 2004, Woluwe-Saint-Lambert, Comunitatea Francofonă din Belgia⁠(d), Belgia) este un jucător profesionist francez de tenis. Cea mai bună clasare a sa la simplu este locul 65 mondial, obținut la 31 august 2023, iar la dublu locul 335 mondial la 3 octombrie 2022. Van Assche este în prezent al doilea cel mai tânăr jucător din top 100, după Arthur Fils.

## Viața personală
Van Assche are un tată belgian și o mamă italiancă, care ulterior a fost naturalizată franceză. A fost crescut în Franța, la Aix-en-Provence, Lyon și apoi la Paris. Studiază la Universitatea Paris Dauphine.